# Bầu cử tổng thống Albania 2022
Cuộc bầu cử tổng thống Albania 2022 là cuộc bầu cử tổng thống lần thứ chín được tổ chức tại Albania, diễn ra từ ngày 10 tháng 5 đến ngày 4 tháng 6 năm 2022. Quá trình bầu cử bắt đầu bằng việc quốc hội Albania đề cử các ứng cử viên, đòi hỏi tổng cộng bốn vòng bỏ phiếu. Ba vòng bỏ phiếu đầu tiên, được tổ chức vào ngày 16, 23 và 30 tháng 5, nhưng không bầu được tổng thống do số lượng ứng cử viên không đủ, phần lớn là do cuộc khủng hoảng lãnh đạo nội bộ của Đảng Dân chủ (PD) và những bất đồng giữa các đảng cầm quyền. Vào ngày 3 tháng 6, Đảng Xã hội (PS) đề cử Bajram Begaj và ông được bầu trong vòng thứ tư vào ngày 4 tháng 6.

## Kết quả
| Ứng cử viên                  | Ứng cử viên                  | Đảng                         | Đảng                 | Vòng một             | Vòng một             | Vòng hai             | Vòng hai             | Vòng ba              | Vòng ba              | Vòng bốn | Vòng bốn |
| Ứng cử viên                  | Ứng cử viên                  | Đảng                         | Đảng                 | Phiếu                | %                    | Phiếu                | %                    | Phiếu                | %                    | Phiếu    | %        |
| ---------------------------- | ---------------------------- | ---------------------------- | -------------------- | -------------------- | -------------------- | -------------------- | -------------------- | -------------------- | -------------------- | -------- | -------- |
|                              | Bajram Begaj                 | Độc lập                      | Không có ứng cử viên | Không có ứng cử viên | Không có ứng cử viên | Không có ứng cử viên | Không có ứng cử viên | Không có ứng cử viên | Không có ứng cử viên | 78       | 95.12    |
|                              | Chống                        | Chống                        | Không có ứng cử viên | Không có ứng cử viên | Không có ứng cử viên | Không có ứng cử viên | Không có ứng cử viên | Không có ứng cử viên | Không có ứng cử viên | 4        | 4.88     |
| Đa số bắt buộc               | Đa số bắt buộc               | Đa số bắt buộc               | 84 phiếu             | 84 phiếu             | 84 phiếu             | 84 phiếu             | 84 phiếu             | 84 phiếu             | 84 phiếu             | 71 phiếu | 71 phiếu |
| Phiếu hợp lệ                 | Phiếu hợp lệ                 | Phiếu hợp lệ                 | —                    | —                    | —                    | —                    | —                    | —                    | —                    | 82       | 98.8     |
| Phiếu trắng                  | Phiếu trắng                  | Phiếu trắng                  | —                    | —                    | —                    | —                    | —                    | —                    | —                    | 1        | 1.2      |
| Tổng cộng                    | Tổng cộng                    | Tổng cộng                    | Tổng cộng            | Tổng cộng            | Tổng cộng            | Tổng cộng            | Tổng cộng            | Tổng cộng            | Tổng cộng            | 83       | 100      |
| Vắng mặt                     | Vắng mặt                     | Vắng mặt                     | —                    | —                    | —                    | —                    | —                    | —                    | —                    | 57       | 40.71    |
| Số người bỏ phiếu đã đăng ký | Số người bỏ phiếu đã đăng ký | Số người bỏ phiếu đã đăng ký | —                    | —                    | —                    | —                    | —                    | —                    | —                    | 140      | 59.29    |